# Новоузенский уезд
Новоузе́нский уе́зд — административно-территориальная единица в Российской империи и РСФСР, существовавшая в 1835—1928 годах. Уездный город — Новоузенск.

## Географическое положение
Уезд располагался в южной части Самарской губернии, граничил по реке Волге с Саратовской губернией, на востоке с Уральской областью, на юге с Астраханской губернией. Площадь уезда составляла в 1897 году 34 585,9 верст² (39 360 км²), в 1926 году — 20 419 км².

## История

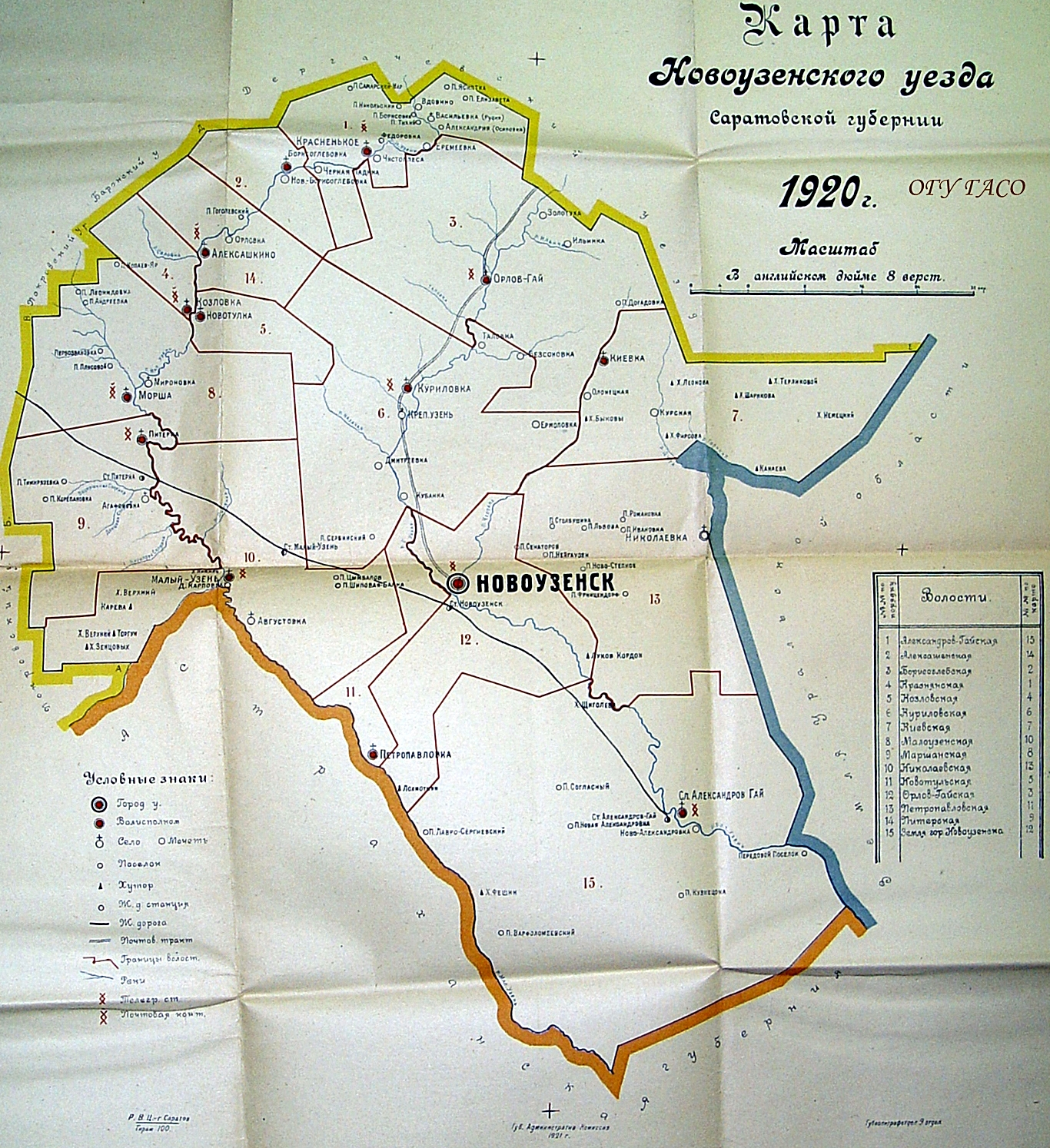
Карта Новоузенского уезда в составе Саратовской губернии, 1920 год.

Уезд образован в 1835 году в составе Саратовской губернии из заволжской части Саратовского уезда.
В 1851 году уезд передан в состав вновь образованной Самарской губернии.                                                                                                                                                                                           
По решению Новоузенского уездного земского собрания русский агроном-опытник, профессор В.С. Богдан в 1909 г. выбрал место под опытное поле в 6 км от села Красный Кут и в 100 км от Саратова. Так было положено начало Краснокутской селекционной опытной станции.                                                                                                                                                                                            
В 1918 году западная часть уезда, населённая немцами, была передана во вновь образованную Трудовую коммуну области немцев Поволжья, в следующем году оставшаяся часть уезда вошла в состав Саратовской губернии.
В 1920 году в результате разукрупнения уезда образованы Дергачевский и Покровский уезды.
В 1922 году Покровский уезд был передан в состав Трудовой коммуны области немцев Поволжья, а в 1923 году ликвидирован Дергачевский уезд.

В 1928 году Новоузенский уезд был упразднён, на его территории образован Новоузенский район в составе Пугачёвского округа Нижне-Волжского края.

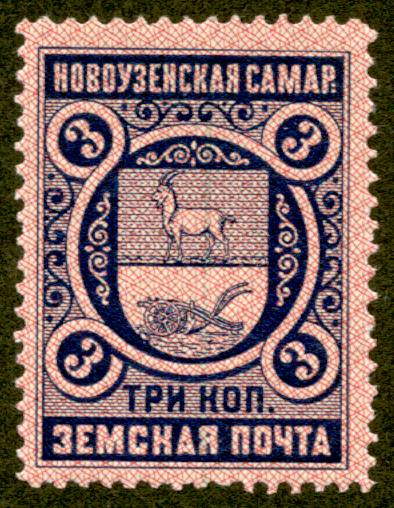
Новоузенский уезд № 1 (1897 г.)

## Население
| Год  | Численность | Численность |
| ---- | ----------- | ----------- |
| 1890 | 382 651     | [ 4 ]       |
| 1897 | 417 376     | [ 5 ]       |

По данным переписи 1897 года в уезде проживало 417 376 чел. В том числе русские — 39,9 %, немцы — 36,8 %, украинцы — 17,0 %. В Новоузенске проживало 13 261 чел.
По итогам всесоюзной переписи населения 1926 года население уезда составило 164 984 человек, из них городское — 19 090 человек.

## Административное деление
В 1913 году в уезде было 7 станов и 46 волостей:

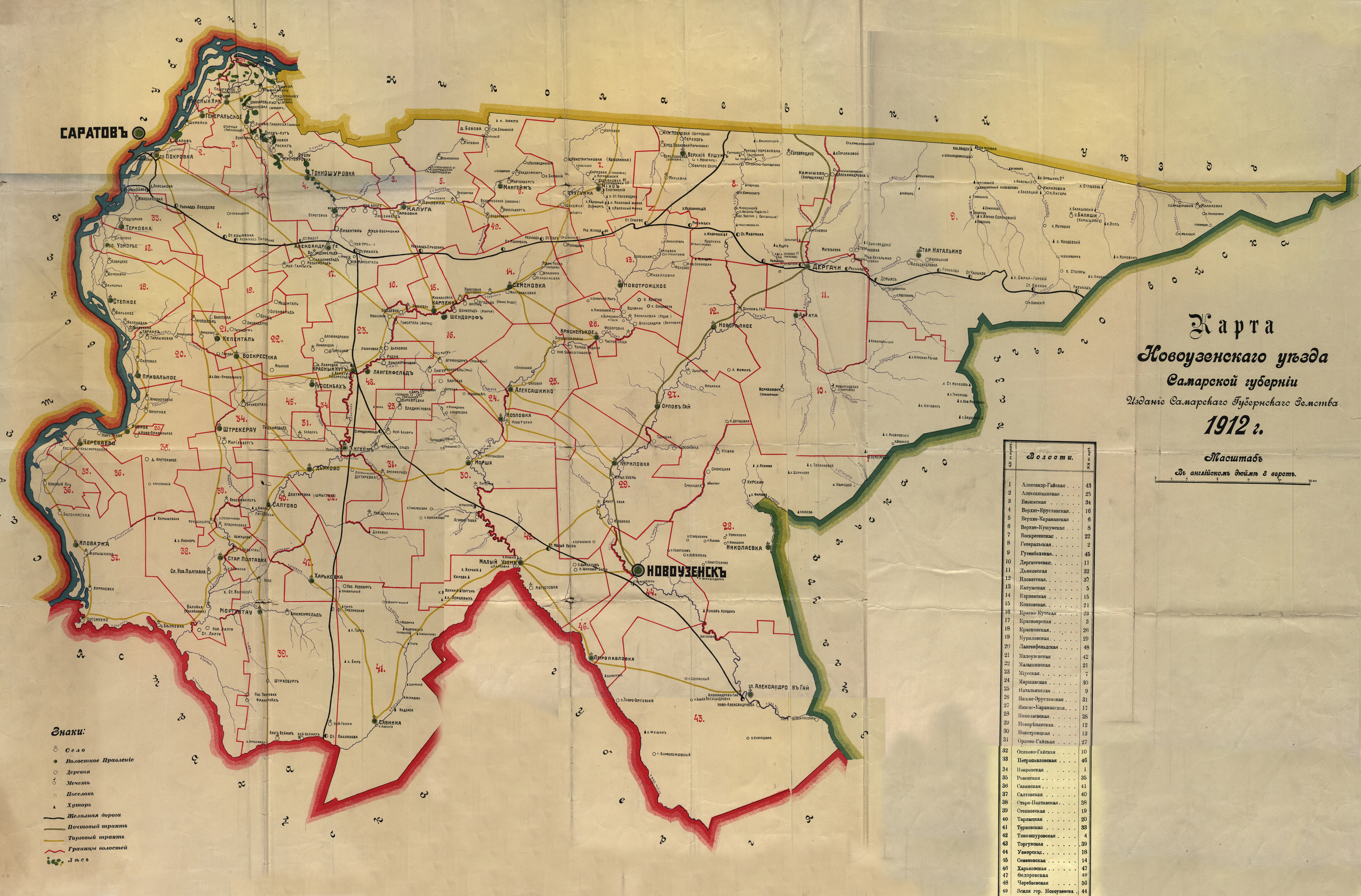
Карта Новоузенского уезда в составе Самарской губернии, 1912 год.

| - Александрово-Гайская - с. Александров Гай, - Алексашкинская, - Бизюкская — кол. Бруненталь, - Верхне-Ерусланская — кол. Шендорф, - Верхне-Караманская — кол. Мангейм, - Верхне-Кушумская, - Воскресенская, - Генеральская, - Гусенбахская, - Дергачевская - с. Дергачи, - Дьяковская - с. Дьяковка, - Иловатская — с. Иловатный Ерик, - Калужская, - Карпенская, - Козловская, | - Красно-Кутская - с. Красный Кут, - Красно-Ярская - с. Красный Яр, - Краснянская, - Куриловская, - Мало-Узенская, - Малышинская — кол. Кеппенталь, - Миусская, - Моршанская, - Натальинская, - Нижне-Ерусланская — кол. Экгейм, - Нижне-Караманская — кол. Фрезенталь, - Николаевская, - Ново-Репинская, - Ново-Троицкая, - Орлово-Гайская, | - Осиново-Гайская, - Петропавловская, - Покровская - слобода Покровская, - Ровненская - с. Ровное, - Савинская, - Салтовская, - Семёновская, - Старо-Полтавская - с. Старая Полтавка, - Степновская - с. Степное, - Тарлыцкая — кол. Привальное, - Терновская, - Тонко-Шуровская, - Торгунская — кол. Моргентау, - Узморская, - Харьковская - с. Харьковка, | - Черебаевская. |